# アーカディ・マーティーン
アーカディ・マーティーン（Arkady Martine）としてよく知られるアナリンデン・ウェラー（AnnaLinden Weller、1985年4月19日 - ）は、アメリカのサイエンス・フィクション作家。『テイクスカラアン』シリーズを構成する最初の長編小説『帝国という名の記憶』（2019年）と、それに続く『平和という名の廃墟』（2021年）は共にヒューゴー賞 長編小説部門を受賞した。

## 私生活
ウェラーはニューヨーク市で生まれ育った。両親はロシア系ユダヤ人の血を引くクラシック音楽家であり、母親はジュリアード音楽院のヴァイオリンの教授で、父親はメトロポリタン・オペラのオーケストラで演奏していた。ウェラー自身は自分を「同化したアメリカ系ユダヤ人」と表現しており、1930年代にヨーロッパからアメリカ合衆国に移住したユダヤ人は「基本的にクラシック音楽を演奏すると同時に、英語圏のSFという分野を生み出していた」と指摘している。

## 学問的キャリア
2007年にシカゴ大学で宗教学の教養学士号を取得し、2013年にオックスフォード大学で古典アルメニア研究の修士号を、2014年にラトガース大学で中世ビザンティン史、世界史、比較史のPh.D.を取得した。博士論文のタイトルは"Imagining Pre-Modern Empire: Byzantine Imperial Agents Outside the Metropole"（前近代帝国の想像：首都圏外におけるビザンチン帝国の代理人たち）だった。2014年から2015年にかけてセント・トーマス大学で歴史学の客員助教授をつとめ、2015年から2017年にかけてウプサラ大学で博士研究員として過ごした。東ローマ帝国（ビザンティン帝国）と中世アルメニアの歴史に関する著作を発表している。

## 創作活動
アーカディ・マーティーンのペンネームで、2012年からサイエンス・フィクションを出版している。

### 『帝国という名の記憶』
マーティーンの第一長編『帝国という名の記憶』（2019年）で『テイクスカラアン』シリーズの幕が開いた。この小説は、テイクスカラアン帝国が人類の宇宙のほとんどを支配し、独立した採掘ステーションであるルスエル（アルメニア語の「lsel」、「聞く」から来ていると思われる）を併合しようとしている未来を舞台にしている。ルスエルのマヒート・ドズマーレ大使がこの併合を阻止すべく帝国の首都に送られ、自身が帝国の後継者争いに巻き込まれていることに気づく。マーティーンは、この本は多くの点で11世紀のアルメニア国境におけるビザンティンの帝国主義、特にアニの併合に関する博士号研究をフィクション化したものだと述べている。
ザ・ヴァージのウェブサイトでアンドリュー・リプタクはマーティーンのキャラクター描写と世界構築に注目し、この小説を「サイバーパンク、スペースオペラ、そして政治スリラーが見事に融合した作品」と称賛した
。
ラッセル・レットソンはローカス誌でこの小説の「引き込まれるような、時に挑戦的なミステリーと人類学的な想像力の融合」を称賛し、そのユーモアのセンスも評価した。パブリッシャーズ・ウィークリーとカーカス・レビュー両誌は共に本作に星付きのレビューを与え、マーティンが「見事に作り上げられた外交的なスペースオペラ」の世界を、いかに巧みに表現したかを指摘し、アン・レッキーやユーン・ハ・リーの作品と比較した。

### 『平和という名の廃墟』
『テイクスカラアン』シリーズ第二作の『平和という名の廃墟』は2021年に出版された。本作は『帝国という名の記憶』の出来事の数ヶ月後の物語となっている。マヒートはルスエル・ステーションに戻り、スリー・シーグラスは昇進したがテイクスカラアンで退屈しており、新しい皇帝が即位した。マヒートが前作の出来事を整理使用していたが、突然政治的な陰謀の渦に巻き込まれ、このためマヒートを辺境宙域に連れてゆくためにステーションにやってきたスリー・シーグラスと共にルスエル・ステーションを離れざるを得なくなる。彼らの任務は、理解不能な異星種族との通信を試み、破滅的な戦争を阻止することである。一方、テイクサラアンでは政治的な陰謀が渦巻き、帝位の若き後継者が中心的な役割を果たしている。

## 受賞とノミネーション
| 年   | 作品                         | 賞                       | 部門                             | 結果       | 注     |
| ---- | ---------------------------- | ------------------------ | -------------------------------- | ---------- | ------ |
| 2019 | "The Hydraulic Emperor"      | WSFA小出版賞             | —                                | 最終候補   | [ 12 ] |
| 2019 | 『帝国という名の記憶』       | ドラゴン賞               | SF長編                           | ノミネート | [ 13 ] |
| 2019 | 『帝国という名の記憶』       | ネビュラ賞               | 長編                             | 最終候補   | [ 14 ] |
| 2020 | 『帝国という名の記憶』       | アーサー・C・クラーク賞  | —                                | ノミネート | [ 15 ] |
| 2020 | 『帝国という名の記憶』       | コンプトン・クルック賞   | —                                | 受賞       | [ 16 ] |
| 2020 | 『帝国という名の記憶』       | ヒューゴー賞             | 長編                             | 受賞       | [ 17 ] |
| 2020 | 『帝国という名の記憶』       | ローカス賞               | 第一長編                         | 最終候補   | [ 18 ] |
| 2021 | 『平和という名の廃墟』       | 英国SF協会賞             | 長編                             | 最終候補   | [ 19 ] |
| 2021 | 『平和という名の廃墟』       | ドラゴン賞               | SF長編小説                       | ノミネート | [ 20 ] |
| 2021 | 『平和という名の廃墟』       | ネビュラ賞               | 長編                             | 最終候補   | [ 21 ] |
| 2022 | 『平和という名の廃墟』       | アーサー・C・クラーク賞  | —                                | ノミネート | [ 22 ] |
| 2022 | 『平和という名の廃墟』       | ヒューゴー賞             | 長編                             | 受賞       | [ 23 ] |
| 2022 | 『平和という名の廃墟』       | ラムダ文学賞             | スペキュレイティヴ・フィクション | 最終候補   | [ 24 ] |
| 2022 | 『平和という名の廃墟』       | ローカス賞               | SF長編                           | 受賞       | [ 25 ] |
| 2024 | Rose/House                   | ヒューゴー賞             | 中長編                           | 最終候補   | [ 26 ] |
| 2024 | Rose/House                   | ローカス賞               | 中長編                           | 最終候補   | [ 27 ] |
| 2024 | "Three Faces of a Beheading" | シャーリイ・ジャクスン賞 | 短編                             | 受賞       | [ 28 ] |
| 2025 | "Three Faces of a Beheading" | ヒューゴー賞             | 短編                             | 未決定     | [ 29 ] |
| 2025 | "Three Faces of a Beheading" | ローカス賞               | 短編                             | 最終候補   | [ 30 ] |

## 書誌

### テイクスカラアン・シリーズ
- (2019). A Memory Called Empire. Tor Books. ISBN 9781250186430（米国）
  - 『帝国という名の記憶』 早川書房 上巻：ISBN 978-4150123352、下巻：ISBN 978-4150123369（日本）
- (2021). A Desolation Called Peace. Tor Books. ISBN 9781250186461（米国）
  - 『帝国という名の記憶』 早川書房 上巻：ISBN 978-4150123833、下巻：ISBN 978-4150123840（日本）

### 中長編・短編

#### 中長編
- (2023). Rose/House. Subterranean Press. ISBN 9781645240341

#### 短編
- "Lace Downstairs" (2012)
- "Nothing Must Be Wasted" (2014)
- "Adjuva" (2015)
- "City of Salt" (2015)
- "When the Fall Is All That's Left" (2015)
- "How the God Auzh-Aravik Brought Order to the World Outside the World" (2016)
- "'Contra Gravitatem (Vita Genevievis)'" (2016)
- "All the Colors You Thought Were Kings" (2016)
- "Ekphrasis" (2016)
- "Ruin Marble" (2017)
- "The Hydraulic Emperor" (2018)
- "Object-Oriented" (2018)
- "Just a Fire" (as by A. Martine) (2018)
- "Faux Ami" (as by A. Martine) (2019)
- "Labbatu Takes Command of the Flagship Heaven Dwells Within" (2019)
- "Life and a Day" (as by A. Martine) (2019)
- "A Desolation Called Peace" (excerpt) (2020)
- "A Being Together Amongst Strangers" (2020)
- "Three Faces of a Beheading", Uncanny Magazine, 2024

### 詩作
- "Cloud Wall" (2014)
- "Abandon Normal Instruments" (2016)

### ノンフィクション
- "Everyone's World Is Ending All the Time: Notes on Becoming a Climate Resilience Planner at the Edge of the Anthropocene" (2019)

### レビュー
- "Testament by Hal Duncan" (2015)
- "Report from Planet Midnight by Nalo Hopkinson" (2016)
- "The Djinn Falls in Love & Other Stories by Mahvesh Murad and Jared Shurin" (2017)
- "The Only Harmless Great Thing by Brooke Bolander" (2018)